# Александер Бард
Олександр Бенгт Магнус Бард (нар. 17 березня 1961 р.) — шведський автор пісень, продюсер звукозапису, шоумен, релігійний та політичний активіст. Один із двох засновників релігійного руху синтеїзму разом з Яном Седерквістом.

## Походження та освіта
Бард народився в муніципалітеті Мутала, Швеція 17 березня 1961 року. Після закінчення середньої освіти навчався в США та в Амстердамі, Нідерланди. Живучи в Амстердамі, він заробляв частину життя сексуальним працівником. До Швеції повернувся, щоб навчатися в Стокгольмській школі економіки з 1984 по 1989 рік. Окрім навчання економіці, він захопився філософією та соціальною теорією з метою стати письменником-філософом та викладачем. З 2011 року Бард був суддею шоу «Шведський ідол».